# Brownstown (Pennsilvània)
Brownstown és una població dels Estats Units a l'estat de Pennsilvània. Segons el cens del 2000 tenia 259 habitants.

## Demografia
Segons el cens del 2000, Brownstown tenia 883 habitants, 354 habitatges, i 259 famílies. La densitat de població era de 1.363,7 habitants per quilòmetre quadrat.
Dels 354 habitatges en un 31,1% hi vivien nens de menys de 18 anys, en un 56,8% hi vivien parelles casades, en un 9,6% dones solteres, i en un 26,6% no eren unitats familiars. En el 23,4% dels habitatges hi vivien persones soles el 13,6% de les quals corresponia a persones de 65 anys o més que vivien soles. El nombre mitjà de persones vivint en cada habitatge era de 2,49 i el nombre mitjà de persones que vivien en cada família era de 2,94.
Per edats la població es repartia de la següent manera: un 21,5% tenia menys de 18 anys, un 7% entre 18 i 24, un 27,5% entre 25 i 44, un 25,4% de 45 a 60 i un 18,6% 65 anys o més.
L'edat mediana era de 41 anys. Per cada 100 dones de 18 o més anys hi havia 88,8 homes.
La renda mediana per habitatge era de 33.043 $ i la renda mediana per família de 36.645 $. Els homes tenien una renda mediana de 25.000 $ mentre que les dones 17.386 $. La renda per capita de la població era de 13.494 $. Entorn del 5,3% de les famílies i el 8% de la població estaven per davall del llindar de pobresa.

## Poblacions més properes
El següent diagrama mostra les poblacions més properes.